# 자아 연출의 사회학
자아 연출의 사회학 (원제: The Presentation of Self in Everyday Life)은 미국의 사회학자 어빙 고프만이 1956년에 저술하고 1959년 개정된 사회학 서적이다. 어빙 고프만은 이 책의 핵심 아이디어를 자신의 박사학위 논문에서부터 발전시켰다. 이 책은 20세기 후반의 가장 영향력 있는 사회학자로 평가받는 어빙 고프먼의 첫 저서로 ‘연극으로서의 사회적 삶’을 다양한 자료를 바탕으로 섬세하게 분석한 책이다. 자아 연출의 사회학에서 고프만은 직접 대면하는 상호작용에서 발생하는 연극적 행동을 묘사했다. 그는 한 개인이 다른 사람과 접촉할 때, 자신의 환경, 외모, 태도를 바꿈으로써 다른 사람이 자신을 형상화한다는 인상을 통제하거나 안내하려고 시도한다고 주장한다. 또한 고프만은 사회적 상호작용 참여자들이 그들 자신이나 다른 사람들을 당황하게 만드는 것을 피하기 위해 특정 관행에 참여한다고 믿었으며, 고프만은 연극 공연에서와 마찬가지로 사회적 상호작용에는 배우(개인)가 관객 앞에 등장하는 무대 구역이 있으며, 이 곳은 긍정적 자아 개념과 바람직한 인상이 제공되는 곳이다. 그러나 무대 뒤에는 그들이 자연스럽게 행동할 수 있고, 그들의 사회적 역할과 정체성을 떨어트릴 수 있는 숨겨진 개인의 구역이 있다고 보았다.
어빙 고프만은 우리의 일상적 삶은 세상이라는 무대에서 다른 사람들과 상호작용하면서 자아를 연출하는 공연과 같다는 관점을 제시한다. 고프만은 우리에게 익숙한 일상적 삶을 현미경으로 들여다보듯 꼼꼼하게 관찰하고, 우리가 당연히 받아들이는 미세한 삶의 모습을 날카로운 통찰력으로 치밀하게 분석해낸다. 이 책은 어빙 고프만의 최초의, 가장 유명한 책으로, 그는 이 책으로 1961년에 미국사회학협회의 매키버 상을 수여받았다. 1998년, 국제사회학협회는 이 책을 '20세기 가장 중요한 사회학 책 10선'의 목록에 올렸다.

## 이론
자아 연출의 사회학은 대면적 상호작용을 사회학적 연구의 주제로 다룬 최초의 책이다. 고프만은 대면적 상호작용이 이루어지는 연극을 프레임으로 삼고 그것을 연구 보고서의 형태로서 다뤘다. 그는 개인들이 다른 사람과 접촉하며 상호작용을 할 때에, 그 개인은 다른 사람들이 그 혹은 그녀의 환경, 외모와 태도를 바꾸거나 고정시킴으로써 그에 대해 만드는 인상을 통제하거나 이끌려고 시도할 것이라고 보았다. 그 순간, 그 개인이 상호작용하는 상대방은 그 개인에 대한 정보를 형성하고 얻고자 노력한다.
또한 고프만은 사회적 상호작용에 참여하는 모든 사람들은 스스로 당황하거나 다른 사람들을 당황하게 만드는 것을 피하고자 노력을 기울인다고 믿었다. 고프만은 사람들이 일생생활과 연극에서 그들이 행하는 다양한 종류의 행동들 사이에 연결, 교류가 있다고 보았다. 연극에서와 같은 그 사회적 상호작용에는, 연기자들(개인들)이 청중들 앞 무대에 있는 전면영역이 있다.이를 고프만은 앞무대(front stage)라고 말한다. 이 공간은 자아상과 희망하는 인상들의 긍정적인 측면이 강조되는 공간이다. 반면, 후면영역도 있는데,이를 고프만은 뒷무대(back stage) 라고 말한다. 여기서는 개인들이 자신들의 역할을 준비할 수 있고 혹은 역할에서 잠시 벗어나는 공간이다. 그리고 개인들이 공연에 관여하지 않는 장소인 무대바깥쪽(outside) 혹은 오프스테이지(off-stage)가 존재한다고 말했다. 이는 개별 배우들이 팀 공연과 상관없이 독립적으로 관객 구성원들을 만나는 곳이다.
고프만의 분석의 핵심은 연기와 삶의 그 관계에 있다. 고프만에 따르면, 일상 생활의 많은 부분에서 사회적 행위는, 그가 특정한 청중 앞에서 입고 있는 의상처럼, 이미 부여된 역할을 띤다. 배우의 주요한 역할은 일관성을 유지하고 그에게 처한 다른 상황들을 조정하는 것이다. 이것은 다른 배우들과의 상호작용을 통해 주로 이루어진다. 어느 정도까지는 이러한 형상화는 구조와 주체를 이어주는 역할을 하는 동시에, 구조와 개인은 서로를 제한할 수 있다고 말할 수 있다. 또한 상호작용의 일관성을 주는 역할을 하는 특정한 상호작용에서의 상황정의를 함께 공유하고 있다는 중요한 사실이다. 그 상호작용과 연기 속에서 당사자들은 연기자인 동시에 청중의 일원이 되기도 한다. 배우들은 보통 그들 자신을 잘 반영하고 자신들의 특정한 정의를 다른 사람들이 수용하도록 고무시키는 인상을 여러 가지 방법으로 형성한다.

### 인상관리
인상 관리란 사회적, 심리적, 물질적 목표를 달성하기 위하여 자신의 이미지를 통제하고 노력하는 행위, 타인의 지각에 영향을 미치도록 의도적으로 디자인된 행동을 말한다. 인상관리의 기본적인 전제는 행위자가 주어진 상황 속에서 자신의 이익이 극대화 되도록 인상을 의식적으로 구성한다는 것이다. 권력이나 영향력을 가지고 있는 다른 이들로부터 호의를 얻고자 할 때 또는 자신에게 이익이 되는 결과를 얻고자 할 때 조직 구성원들은 가장 호의적인 이미지를 만들어내기 위해 여러 가지 행동들을 보이게 된다.

## 같이 보기
- 어빙 고프만
- 인상 관리
- 사회적 상호작용
- 『상호작용 의례: 대면 행동에 관한 에세이』